# TX-0

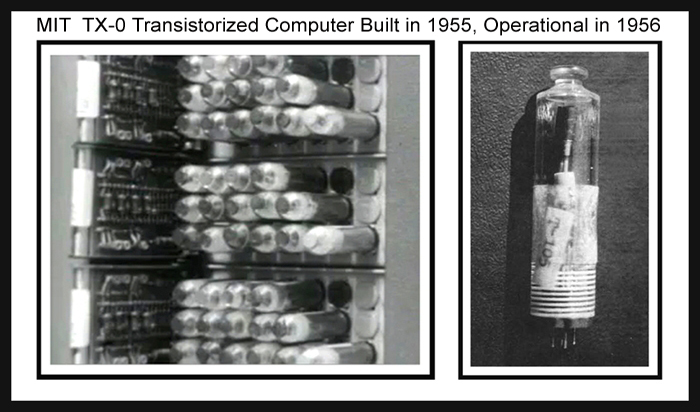
Transistors du TX-0.

TX-0, pour Transistorized Experimental computer zero, surnommé affectueusement « Tixo », est le premier ordinateur terminal informatique à transistors. Construit au Lincoln Laboratory du Massachusetts Institute of Technology (MIT). Il s'agit d'une machine 18 bits semblable au Whirlwind I.  Doté de 64 Kilo-mots de 18 bits à 5 MHz, le TX-0 est mis en service en 1956.
Le TX-0 et son successeur le TX-2 (le TX-1 n'ayant pas été terminé) sont à l'origine du mini-ordinateur DEC Programmed Data Processor 1 (PDP-1).

## Annexe